# مرضية شاهدايي
مرضية شاهدايي (مواليد طهران في 14 من فبراير عام 1963م) مبدعة أعمال ومديرة تنفيذية في المستوی الإداري العالي بإيران.

## مناصبها الإدارية
هي الآن مديرة عامّة للشرکة الوطنية للمنتجات البتروکيميائية، ومساعدة لوزير النفط. کانت هذه الشرکة سابقاً تحتل الرتبة الثانية في إنتاج المحاصيل البتروكيميائية في الشرق الأوسط وهي من شرکات وزارة النفط الإيرانية. وکانت سابقاً مديرة لعدد من المشاريع وعضواً في الهيئة الإدارية للشركة الوطنية الإيرانية للبتروكيماويات.

## سوابقها العلمية
شاهدايي هي خريجة جامعة «صنعتي شريف» في فرع الهندسة الکيميائية، وأيضاً خريجة جامعة «کلغري» في فرع «إم بي أي».